# Narimankend
Narimankend (ryska: Кошакенд) är en ort i Azerbajdzjan.   Den ligger i distriktet İsmayıllı Rayonu, i den centrala delen av landet, 150 km väster om huvudstaden Baku. Narimankend ligger 744 meter över havet och antalet invånare är 624.
Terrängen runt Narimankend är kuperad, och sluttar söderut. Närmaste större samhälle är İsmayıllı, 10,3 km nordväst om Narimankend.
Trakten runt Narimankend består till största delen av jordbruksmark. Runt Narimankend är det ganska glesbefolkat, med 36 invånare per kvadratkilometer.